# Les Collines nues
Pour plus de détails, voir Fiche technique et Distribution.
Les Collines nues (titre original : The Naked Hills) est un western américain écrit et réalisé par Josef Shaftel (en), sorti en 1956.

## Synopsis
En 1849, en pleine ruée vers l’or, un fermier, Tracy Powell, part tenter sa chance en Californie avec son ami Bert Killian. Avec la concurrence difficile, les deux prospecteurs parviennent à trouver juste de quoi survivre et Powell abandonne son ami pour s'allier avec un voleur de concession, un certain Sam Wilkins.
Six ans plus tard, déçu par sa quête de richesse, Powell retourne dans l'Indiana où il épouse sa femme Julie. Malgré une vie paisible dans la ferme et la naissance d'un petit garçon à laquelle il n'assiste pas, la fièvre de l'or le reprend et il repart à l'aventure avec un nouveau prospecteur, Jimmo Mann, au milieu des voleurs, escrocs et autres bandits. Aveuglé par sa soif de l'or, les années passent et il oublie sa femme délaissée et son fils qui grandit sans lui...

## Fiche technique
- Titre original : The Naked Hills
- Titre français : Les Collines nues
- Réalisation, scénario et production : Josef Shaftel (en)
- Montage : Gene Fowler Jr.
- Musique : Herschel Burke Gilbert
- Photographie : Frederick Gately
- Société de production : La Salle Productions
- Pays de production :  États-Unis
- Langue originale : anglais
- Format : couleur
- Genre : western
- Durée : 72 minutes
- Date de sortie :
  - États-Unis : 17 juin 1956

## Distribution
- David Wayne : Tracy Powell
- Keenan Wynn : Sam Wilkins
- James Barton : Jimmo McCann
- Marcia Henderson : Julie
- Jim Backus : Willis Haver
- Denver Pyle : Bert Killian / le narrateur
- Myrna Dell : Aggie
- Lewis L. Russell : Baxter
- Frank Fenton : Harold
- Fuzzy Knight : l'homme de terrain
- Jim Hayward : l'homme de comptoir
- Christopher Olsen : Billy enfant 
  - Steven Terrell : Billy adolescent